# Lumnezia
Lumnezia est une commune suisse du canton des Grisons, située dans la région de Surselva.

## Histoire
Lumnezia a été fondée le 1er janvier 2013 par la fusion des communes de Cumbel, Degen, Lumbrein, Morissen, Suraua, Vignogn, Vella et Vrin.